# Miller (Dél-Dakota)
Miller település az Amerikai Egyesült Államok Dél-Dakota államában, Hand megyében, melynek megyeszékhelye is. Lakosainak száma 1349 fő (2020. április 1.).

## Népesség
A település népességének változása:

| 2010 | 1 489 |
| 2020 | 1 349 |